# Sudoeste Paranaense
Sudoeste Paranaense è una mesoregione del Paraná in Brasile.

## Microregioni
È suddivisa in 3 microregioni:
- Capanema
- Francisco Beltrão
- Pato Branco